# Pareiorhina rudolphi
Pareiorhina rudolphi är en fiskart som först beskrevs av Miranda Ribeiro, 1911.  Pareiorhina rudolphi ingår i släktet Pareiorhina och familjen Loricariidae. Inga underarter finns listade i Catalogue of Life.